# Indische Fußballnationalmannschaft (U-23-Männer)
Die indische U-23-Fußballnationalmannschaft ist eine Auswahlmannschaft indischer Fußballspieler. Sie untersteht dem indischen Fußballverband AIFF und repräsentiert diesen international auf U-23-Ebene, etwa in Freundschaftsspielen gegen die Auswahlmannschaften anderer nationaler Verbände, bei U-23-Asienmeisterschaften sowie den Fußballturnieren der Olympischen Sommerspiele, der Asienspiele und der Südasienspiele.
Bisher konnte sich die Mannschaft weder für das olympische Fußballturnier noch für die U-23-Asienmeisterschaft qualifizieren. Bei den Südasienspielen 2016 gewann die Mannschaft erstmals die Silbermedaille. An den Asienspielen nahm Indien viermal teil und schaffte es 2010 in das Achtelfinale.
Spielberechtigt sind Spieler, die ihr 23. Lebensjahr noch nicht vollendet haben und die indische Staatsangehörigkeit besitzen.

## Bilanzen
| Olympische Spiele - 1992 bis 2020: Nicht qualifiziert U-22-/23-Asienmeisterschaften - 2014 bis 2020: Nicht qualifiziert Asienspiele - 2002: Gruppenphase - 2006: Gruppenphase - 2010: Achtelfinale - 2014: Gruppenphase - 2018: Nicht teilgenommen | Südasienspiele - 2004 bis 2010: Nicht teilgenommen (U-20-Auswahl) - 2016: Zweiter |